# Blunt (Cannabis)

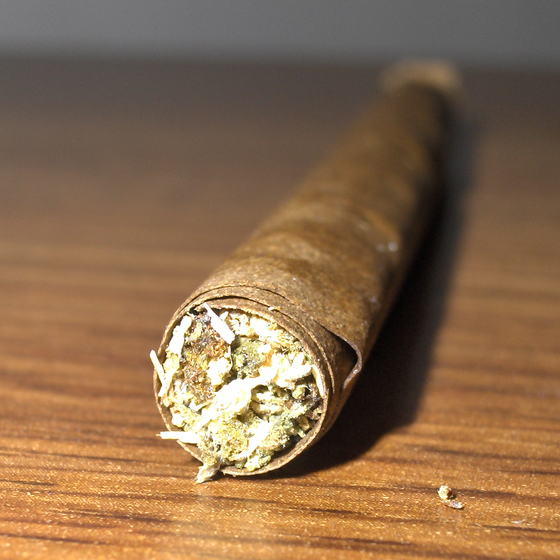
Blunt

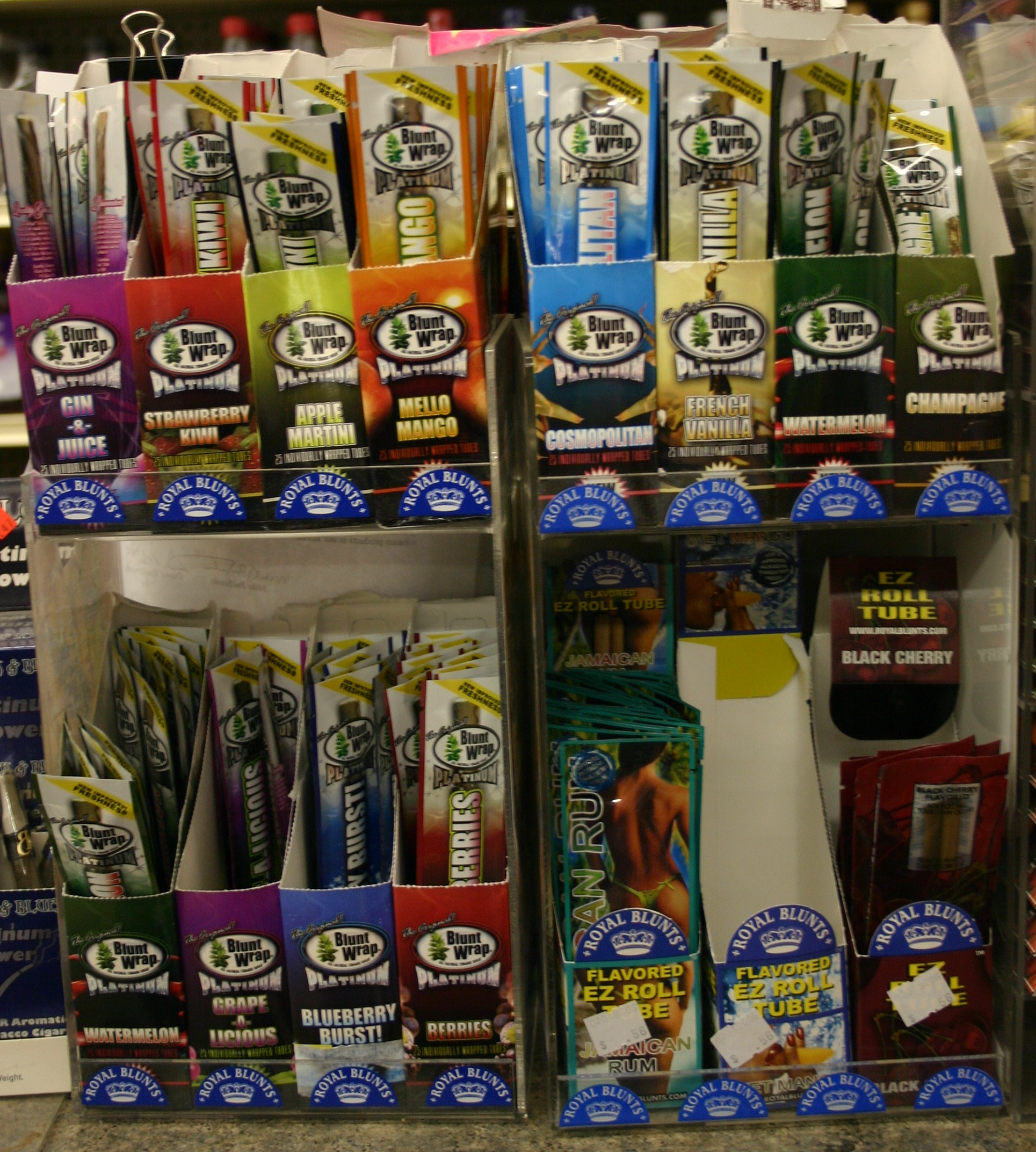
Bunt verpackte, aromatisierte Blunt-Hüllen im Geschäft

Ein klassischer Blunt ist ein ausschließlich mit Marihuana gefülltes Tabakblatt. Blunts ähneln Joints und werden pur mit Cannabis gefüllt. Entscheidend ist das „Paper“, womit man den Blunt dreht. Beim Joint benutzt man Longpapes. Beim Blunt setzt man auf Paper aus Tabak, Hanf oder echte Tabakblätter. Damit ähneln Blunts vom optischen Zigarren und Zigarillos.
Im Gegensatz zu Joints wurden Blunts bis Anfang der 2000er-Jahre meistens nicht mit speziellem Zigarettenpapier gerollt, sondern zur Herstellung wurde eine Zigarre aufgebrochen oder aufgeschnitten und die Tabakeinlage durch Marihuana ersetzt.
Blunts haben ihren Namen von Zigarren der Marke Phillies Blunt, die, da besonders preisgünstig, in Nordamerika besonders häufig genutzt wurden, um Blunts anzufertigen. Der Vertrieb von Phillies-Zigarren wurde in Deutschland eingestellt.
Inzwischen werden aber vor allem bereits „leere“ Tabakblätter (Blunt-Hüllen) genutzt, um diese mit Marihuana zu füllen und zusammenzudrehen. Diese Blunt-Hüllen können im Aroma mit verschiedenen Geschmacksrichtungen wie etwa Kirsche, Erdbeere, Apfel und vielen weiteren versehen sein. Auch werden inzwischen „leere“ Blunts aus Hanf angeboten, sodass Blunts komplett ohne Tabak angefertigt und geraucht werden können.
Eine empirische Studie unter US-amerikanischen Jugendlichen von Golub, Johnson und Dunlap ergab u. a., dass mehr als die Hälfte dieser Marihuanakonsumenten Blunts bevorzugen. Dieser gilt als besonders edle Rauchart, die wegen der aufwändigen Herstellung und der höheren Kosten gegenüber einem herkömmlichen Joint häufig zu besonderen Anlässen praktiziert wird.